# River Rock Waterfalls
Die River Rock Waterfalls sind ein Wasserfall auf der Karibikinsel St. Lucia.
Der Wasserfall liegt im Quarter Anse-la-Raye im Gebiet des Grand Bois Forest im Zentrum der Insel. Vom Hauptort Anse-la-Raye ist er über kleine Straßen zu erreichen.